# Lloyd Hildebrand
Lloyd Augustin Biden Hildebrand ou Louis Hildebrand (25 de dezembro de 1870 — 1 de abril de 1924) foi um ciclista britânico que competiu representando França no final do século XIX e início do século XX. Hildebrand é de nacionalidade britânica, mas viveu na França e casou com a mulher francesa; ele competiu representando França em ciclismo de pista nos Jogos Olímpicos de Verão de 1900 em Paris e conquistou a medalha de prata na corrida de 25 quilômetros masculino.